# 路易斯 (奧爾良-布拉干薩)
奧爾良-布拉干薩的路易斯（葡萄牙語：Luís de Orléans e Bragança，1878年1月26日—1920年3月26日），巴西皇室後裔，伊莎貝爾女皇儲的次子。
路易斯是巴西皇帝佩德羅二世的外孫。由於佩德羅二世的兩個兒子都夭折了，路易斯的母親成為巴西帝國的皇儲。1889年君主制被推翻，皇帝一家流亡法國。路易斯的哥哥佩德羅·德·阿爾坎塔拉於1908年放棄繼承權，使路易斯成為皇位第一繼承人。

## 家庭
1908年，路易斯與兩西西里王位繼承人阿方索的第三女瑪麗亞·迪·格拉齊亞結婚，兩人共有2子1女：
- 佩德羅·恩里克王子（1909年—1981年），1921年成為巴西皇室繼承人（英语：Line of succession to the former Brazilian throne）
- 路易斯·加斯東王子（英语：Prince Luiz Gastão of Orléans-Braganza）（1911年—1931年）
- 皮婭·瑪麗亞公主（英语：Princess Pia Maria of Orléans-Braganza）（1913年—2000年）